# Garuda Indonesia Championships Palembang 2011
Il Garuda Indonesia Championships Palembang 2011 (Indonesia F5 Futures 2011) è stato un torneo di tennis facente parte della categoria ITF Men's Circuit nell'ambito dell'ITF Men's Circuit 2011 e dell'ITF Women's Circuit nell'ambito dell'ITF Women's Circuit 2011. Il torneo si è giocato a Palembang in Indonesia dal 3 al 9 ottobre su campi in cemento.

## Partecipanti WTA

### Teste di serie
| Nazionalità | Giocatrice              | Ranking* | Testa di serie |
| ----------- | ----------------------- | -------- | -------------- |
| Francia     | Iryna Brémond           | 107      | 1              |
| Thailandia  | Varatchaya Wongteanchai | 234      | 2              |
| Sudafrica   | Chanel Simmonds         | 248      | 3              |
| Indonesia   | Ayu-Fani Damayanti      | 260      | 4              |
| Belgio      | Tamaryn Hendler         | 286      | 5              |
| Thailandia  | Nicha Lertpitaksinchai  | 316      | 6              |
| Thailandia  | Luksika Kumkhum         | 336      | 7              |
| Thailandia  | Nudnida Luangnam        | 340      | 8              |

- Ranking al 26 settembre 2011

### Altre partecipanti
Giocatrici che hanno ricevuto una wild card:
- Bella Destriana
- Cynthia Melita
- Nadya Syarifah
- Grace Sari Ysidora

Giocatrici che sono passate dalle qualificazioni:
- Nadia Abdala
- Rushmi Chakravarthi
- Natasha Fourouclas
- Maya Gaverova
- Guo Lu
- Lee Hua-chen
- Yana Sizikova
- Yang Zi

## Vincitori

### Singolare maschile
Hiroki Kondo ha battuto in finale  Danai Udomchoke con il punteggio di 7–5, 6–4

### Doppio maschile
Danai Udomchoke /  Wang Yeu-tzuoo hanno battuto in finale  Harri Heliövaara /  Hiroki Kondo con il punteggio di 6–0, 6–1

### Singolare femminile
Iryna Brémond ha battuto in finale  Ayu-Fani Damayanti con il punteggio di 6–2, 6–3

### Doppio femminile
Tamaryn Hendler /  Chanel Simmonds hanno battuto in finale  Ayu-Fani Damayanti /  Jessy Rompies con il punteggio di 6–4, 6–2